# 1478
Évszázadok: 14. század – 15. század – 16. század
Évtizedek: 1420-as évek – 1430-as évek – 1440-es évek – 1450-es évek – 1460-as évek – 1470-es évek – 1480-as évek – 1490-es évek – 1500-as évek – 1510-es évek – 1520-as évek
Évek: 1473 – 1474 – 1475 – 1476 –  1477 – 1478 – 1479 – 1480 – 1481 – 1482 – 1483

## Események

### Határozott dátumú események
- február 18. – IV. Eduárd angol király felségárulásért kivégezteti öccsét, Györgyöt, Clarence hercegét a londoni Towerban.[1]
- április 26. – A Pazzi-összeesküvés Firenzében: A Pazzik, Mediciek ősi riválisai a Firenzei dómban a nagymise közben rátámadnak Lorenzo de’ Medicire. Testvérét, Giulianót meggyilkolják, ő maga elmenekül,[2] és még aznap Firenze egyeduralkodója lesz.
- május 18. – Giovanni Mocenigo velencei dózse megválasztása.[3]
- június 14. – I. Federico Gonzaga mantovai őrgróf uralkodásának kezdete.[4]
- július 3. – Mátyás követségbe küldi Dóczi Pétert II. Mehmed szultánhoz béketárgyalások megkezdésére.[5]
- szeptember 2. – A gátas malom első ismert magyar nyelvű okleveles említése.[forrás?]
- szeptember 30. – Mátyás elfogadja az Ulászló cseh királlyal kötendő és az 1468 óta tartó cseh háborút lezáró béke feltételeit. (A cseh királyi címet mindkét uralkodó kölcsönösen megadja egymásnak, Ulászló a Mátyás birtokában levő tartományokat – Szilézia, Morvaország, Lausitz – csak Mátyás halála után válthatja vissza.)
- november 1. – IV. Szixtusz pápa engedélyezi a sevillai egyházmegyében az inkvizíció újjászervezését, hogy az megvizsgálhassa a megtért zsidó (convertos) hitűségét és felkutathassa a csak színleg megtérteket (marranos).[6]
- december 7. – II. Ulászló cseh király békét köt Mátyás királlyal.[7]
- december 28. – A giornicói csatában a svájciak legyőzik a milánóiakat.[8]

### Határozatlan dátumú események
- az év folyamán –
  - III. Iván moszkvai nagyfejedelem meghódítja a Novgorodi Köztársaságot.[9]
  - Chimenti Camicia firenzei építőmester irányítja a budai várpalota építkezéseit, ahol utóbb 20 firenzei és dalmát mester, ornamentátor dolgozik.
  - Megkezdődik a szepeshelyi prépostsági templom gótikus stílusban való átépítése.
  - IV. Szixtusz pápa engedélyezi a spanyol inkvizíciót.[10]

## Születések
- február 7. – Thomas More (Morus Tamás), államférfi és humanista, az Utópia című mű szerzője († 1535)
- május 26. ‑ VII. Kelemen pápa († 1534)[11]
- I. Fülöp kasztíliai király († 1506)
- Baldassarre Castiglione itáliai író és diplomata. († 1529)

## Halálozások
- február 18. – György, Clarence hercege, IV. Edvard angol király öccse
- április 26. – I. Giuliano, I. Lorenzo firenzei uralkodó testvére (meggyilkolták, * 1453)
- június 11. – III. Luigi Gonzaga Mantova őrgrófja (* 1414)

## Európai időjárás
Alig volt fagy Metzben, a holland csatornák egyáltalán nem fagytak be.